# Ernie Simms
Ernest Simms, plus connu sous le nom d'Ernie Simms (né le 23 juillet 1891 à Easington dans le comté de Durham et mort le 11 octobre 1971 à Biggleswade dans le Bedfordshire), est un joueur de football international anglais qui évoluait au poste d'attaquant.

## Biographie

### Carrière en club
Ernie Simms joue principalement en faveur des clubs de Luton Town, South Shields et Stockport County.

### Carrière en sélection
Ernie Simms reçoit une sélection en équipe d'Angleterre. Il s'agit d'un match disputé contre l'Irlande du Nord à Belfast (score : 1-1).

## Palmarès
Luton Town
- Championnat d'Angleterre D3 :
  - Meilleur buteur : 1920-21 (28 buts).